# Fariha
Fariha es  un pueblo y nagar Panchayat situado en el distrito de Firozabad en el estado de Uttar Pradesh (India). Su población es de 6887 habitantes (2011). 

## Demografía
Según el  censo de 2011 la población de Fariha era de 6887 habitantes, de los cuales 3661 eran hombres y 3226 eran mujeres. Fariha tiene una tasa media de alfabetización del 75,70%, superior a la media estatal del 67,68%: la alfabetización masculina es del 82,41%, y la alfabetización femenina del 67,94%.